# Giuliano Carnimeo
Giuliano Carnimeo (Bari, 4 de julho de 1932 – 10 de setembro de 2016) foi um diretor cinematográfico italiano, especializado em filmes do gênero Western spaghetti e comédias sexy.
Foi frequentemente creditado com o pseudônimo de Anthony Ascott.
Morreu em 10 de setembro de 2016. 

## Biografia
Dirigiu trinta filmes entre 1964 (Panic Botton... operazione fisco!) e 1988 (Quella villa in fondo al parco). Foi também cinegrafista e roteirista em seis filmes, além de assistente de direção de Giorgio Simonelli.

## Filmografia
- Fontana di Trevi, direção de Carlo Campogalliani (1960), cinegrafista
- Ursus, direção de Carlo Campogalliani (1961), cinegrafista
- Un branco di vigliacchi, direção de Fabrizio Taglioni (1962), roteirista, cinegrafista e assistente da direção
- I due mafiosi, direção de Giorgio Simonelli (1963), assistente da direção
- Panic Botton... operazione fisco!, (1964), diretor, roteirista, cinegrafista e montagem
- Due mafiosi nel Far West, direção de Giorgio Simonelli (1964), assistente da direção
- I due sergenti del generale Custer, regia di Giorgio Simonelli (1965), assistente de direção
- Joe... cercati un posto per morire!, (1968), diretor
- Il momento di uccidere, (1968), diretor
- Sono Sartana, il vostro becchino, (1969), diretor
- C'è Sartana... vendi la pistola e comprati la bara!, (1970), diretor
- Una nuvola di polvere... un grido di morte... arriva Sartana, (1970), diretor
- Buon funerale amigos!... paga Sartana, (1970), diretor
- Gli fumavano le Colt... lo chiamavano Camposanto, (1971), diretor
- Testa t'ammazzo, croce... sei morto - Mi chiamano Alleluja, (1971), diretor
- Perché quelle strane gocce di sangue sul corpo di Jennifer?, (1972), diretor
- Uomo avvisato mezzo ammazzato... parola di Spirito Santo, (1972), diretor
- Il West ti va stretto, amico... è arrivato Alleluja, (1972), diretor
- Fuori uno... sotto un altro, arriva il Passatore, (1973), diretor
- Anna, quel particolare piacere, (1973), diretor
- Lo chiamavano Tresette... giocava sempre col morto, (1973), diretor
- Di Tresette ce n'è uno, tutti gli altri son nessuno, (1974), diretor
- La signora gioca bene a scopa?, (1974), diretor
- Simone e Matteo un gioco da ragazzi, (1975), diretor
- Carioca tigre, (1976), diretor
- Il vangelo secondo Simone e Matteo, (1976), diretor
- L'insegnante balla... con tutta la classe, (1978), diretor
- Prestami tua moglie, (1980), diretor
- Mia moglie torna a scuola, (1981), diretor
- I carabbimatti, (1981), diretor
- Tutta da scoprire, (1981), diretor
- Pierino medico della Saub, (1981), diretor
- Zero in condotta, (1983), diretor
- Il giustiziere della strada (1983), diretor (como Jules Harrison)
- L'assassino è ancora tra noi, regia di Camillo Teti (1985), roteiro
- Quella villa in fondo al parco, (1988), diretor